# 광주북구운암도서관
광주북구운암도서관은 광주광역시 북구 운암동 소재의 도서관이다.

## 연혁
- 2012.04.18 개관(총사업비 48억원)

## 시설현황
- 3층: 옥상공원
- 2층: 종합자료실, 디지털자료실, 학습실
- 1층: 어린이실, 문화사랑방, 문화강좌실, 사무실
- 지하1층: 기계실, 전기실

## 이용 안내
이용 시간
휴관일
- 정기휴관일 : 매월 두번째·네번째 월요일, 법정공휴일
- 임시휴관일 : 도서관에서 필요에 의해 정하는 날